# Волица (Великомостовская городская община)
Волица (укр. Волиця) — село в Великомостовской городской общине Шептицкого района Львовской области Украины.
Население по переписи 2001 года составляло 709 человек. Занимает площадь 1,506 км². Почтовый индекс — 80073. Телефонный код — 3257.